# The Academic
The Academic är ett irländskt indierockband som bildades i Rochfortbridge, Irland 2013. Bandet består av Craig Fitzgerald och Dean Gavin samt bröderna Matthew och Stephen Murtagh. 
Bandet släppte sitt första studioalbum "Tales From The Backseat" i januari 2018 vilket efter sitt släpp toppade listor i Irland. Albumet innehåller bland annat singlarna "Bear Claws", "Permanent Vacation" och "Why Can't We Be Friends?", varav den föstnämnda är bandets mest kända låt hittills.
Sedan dess har bandet släppt två EPs, "Acting My Age" och "Community Spirit" och även medverkat i spelet Dirt 5 med deras låt "SUPERLIKE". Deras andra studioalbum "Sitting Pretty" släpptes den 10 februari 2023.

## Medlemmar
- Craig Fitzgerald - sång, gitarr
- Matthew Murtagh - gitarr, bakgrundssång
- Stephen Murtagh - bas, bakgrundssång
- Dean Gavin - trummor, bakgrundssång

## Diskografi

### Studioalbum
| Titel                   | Detaljer                                                |
| ----------------------- | ------------------------------------------------------- |
| Tales from the Backseat | - Släppt: 12 januari 2018 - Skivbolag: Capitol Records  |
| Sitting Pretty          | - Släppt: 10 februari 2023 - Skivbolag: Capitol Records |

### EPs
| Titel            | Detaljer                  |
| ---------------- | ------------------------- |
| Loose Friends    | - Släppt: 12 januari 2018 |
| Acting My Age    | - Släppt: 10 juli 2020    |
| Community Spirit | - Släppt: 16 juli 2021    |